# La Parole en archipel
Pour les articles homonymes, voir Parole (homonymie).

La Parole en archipel est un recueil de poèmes de René Char paru en 1962 aux éditions Gallimard.

## Présentation
Il contient des groupes de poèmes écrits entre 1952 et 1960.
- Lettera amorosa, deuxième version
- La Paroi et la Prairie
- Poèmes des deux années
- La bibliothèque est en feu et autres poèmes…
- Au-dessus du vent
- Quitter

Maurice Blanchot :  "C'est, par excellence, le chant du pressentiment, de la promesse et de l'éveil, – non pas qu'il chante ce qui sera demain, ni qu'en lui un avenir, heureux ou malheureux, nous soit précisément révélé –, mais il lie fermement, dans l'espace que retient le pressentiment, la parole à l'essor et, par l'essor de la parole, II retient fermement l'avènement d'un horizon plus large, l'affirmation d'un jour premier. L'avenir est rare, et chaque jour qui vient n'est pas un jour qui commence. Plus rare encore est la parole qui, dans son silence, est réserve d'une parole à venir et nous tourne, fût-ce au plus près de notre fin, vers la force du commencement". 

## Citations
- "Le cœur soudain privé, l'hôte du désert devient presque lisiblement le cœur fortuné, le cœur agrandi, le diadème."
- "L'air que je sens toujours prêt à manquer à la plupart des êtres, s'il te traverse, a une profusion et des loisirs étincelants".